# Hangö teaterträff
Hangö Teaterträff är Finlands största svenskspråkiga teaterfestival och arrangeras varje år i juni i Hangö. Under de fyra festivaldagarna spelas ca 30–40 föreställningar i magasin, hallar och hamnar, utomhus, i båtar och på restauranger. 
Hangö Teaterträff arrangerades första gången år 1992. Då var den en intern och inofficiell träff för teatermedarbetare. Småningom har festivalen växt sig större och är nu Svenskfinlands största enskilda teaterevenemang med kring 3 000 åskådare.
Utöver de finlandssvenska produktionerna innehåller programmet också gästspel från utländska och finskspråkiga teatrar. Festivalen arrangerar också workshops och debatter.

## Antonia-priset
Hangö Teaterträff delar årligen ut det konstnärliga Antonia-priset för "konstnärligt mod och mångfald inom finlandssvensk teater”. Juryns sammankomst varierar från år till år och är hemlig fram till prisutdelningen under Hangö teaterträff. Hangö teaterträffs styrelse utser ordförande för juryn som i sin tur väljer de övriga medlemmarna. Medlemmarna har bestått bland annat av kritiker, publikrepresentanter, dramatiker och skådespelare. Priset är uppkallat efter en av teaterträffens grundare, konstnären Antonia Ringbom.